# Canestrelli

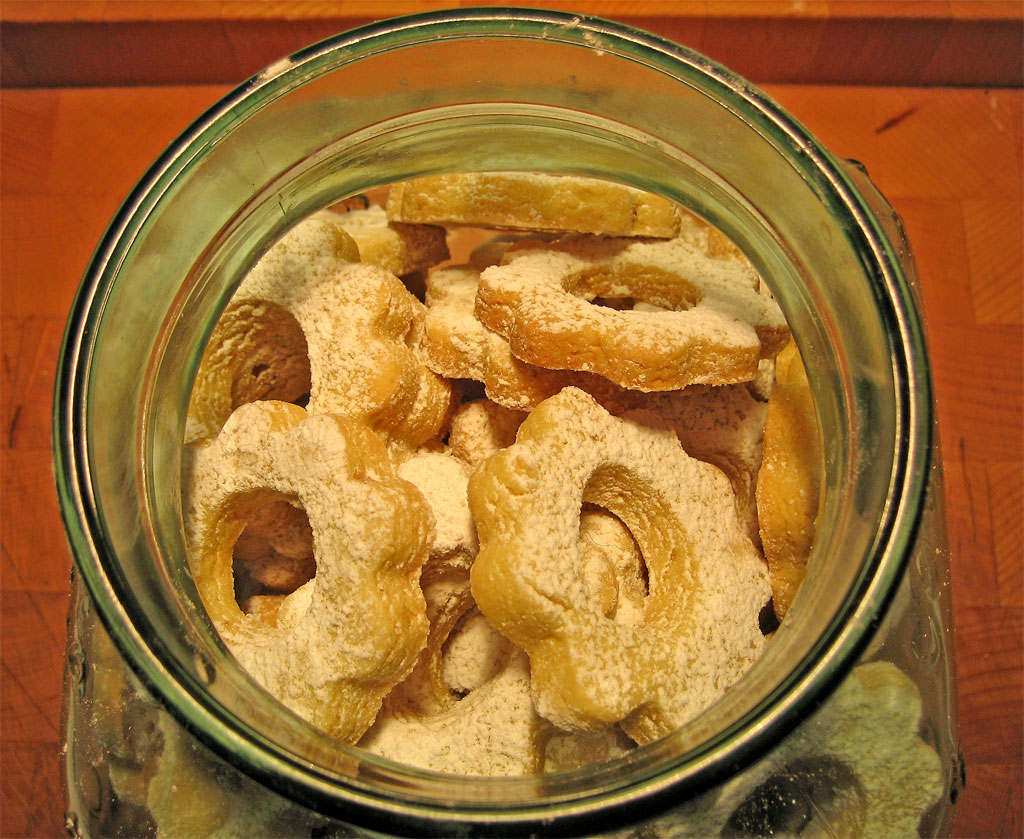
Canestrelli horneados.

Los canestrelli son galletas típicas de numerosas zonas de Italia, aunque especialmente populares en el Piamonte y Liguria. 

## Tipos decanestrelli
Con este nombre se alude a galletas de tipos muy diferentes:
1. Barquillos delgados y muy frágiles. Aunque se encuentran en diferentes lugares de Italia, son más comunes en los valles alpinos, como el Susa, el de Aosta y el de Cenischia. Pertenecen a la familia de las obleas (cialde) y se producen de forma casi totalmente artesanal. Se cuecen sobre una parrilla sobre fuego vivo o, más recientemente, en la placa del horno. A menudo presentan un diseño de parrilla o un escudo de armas en la superficie y se perfuman con anís, vainilla, limón o chocolate.
2. Canestrelli bielleses, formados por dos obleas con un relleno de chocolate y avellanas. El barquillo es crujiente y se hace con harina de trigo y maíz, azúcar, mantequilla, huevos, sal y levadura en polvo. Son rectangulares y grandes (aproximadamente 9×4,5 cm). El origen de la receta data probablemente del siglo XVII. Se producen artesanalmente y están considerados galletas de lujo. Se distribuyen a nivel local.
3. Canestrelli ligures, típicos de la zona de Torriglia, localidad de los Apeninos ligures, donde cada año se celebra la Sagra del canestrello. Son galletas con forma de margarita pequeña o rosquilla y tienen un diámetro de unos 3–4 cm. Están hechos de harina, azúcar, mantequilla, huevos y pueden contener o no levadura química. A menudo se presentan con un agujero en el centro y espolvoreados con azúcar glas. En la zona del Levanto son a base de masa quebrada con limón. A menudo se producen industrialmente, pero no siempre.
4. Canestrelli novesi, producidos exclusivamente de forma artesanal en la región de Novese y la Ovada, difieren sustancialmente de los de Liguria en los ingredientes utilizados, porque la masa se hace sin huevo, mantequilla ni agua, sino con aceite de oliva y vino blanco Cortese di Gavi DOCG.
5. Canestrelli de Taggia, rosquillas muy similares a los taralli (o tarallucci) apulios. Están hechos de harina y aceite de oliva y son salados. Recientemente se han introducido variedades de aceituna (alle olive, añadiendo la pulpa de la aceituna en trozos) y chocolate (al cioccolato, con virutas de chocolate).
6. Canestrelli de Tonengo (tonenghesi), donde también son llamados canastrell. Protagonizan de fiestas y eventos en todo el Canavese. Se caracterizan por la presencia de cáscara de limón en la masa, y eran los típicos dulces de boda de la región.

## Historia

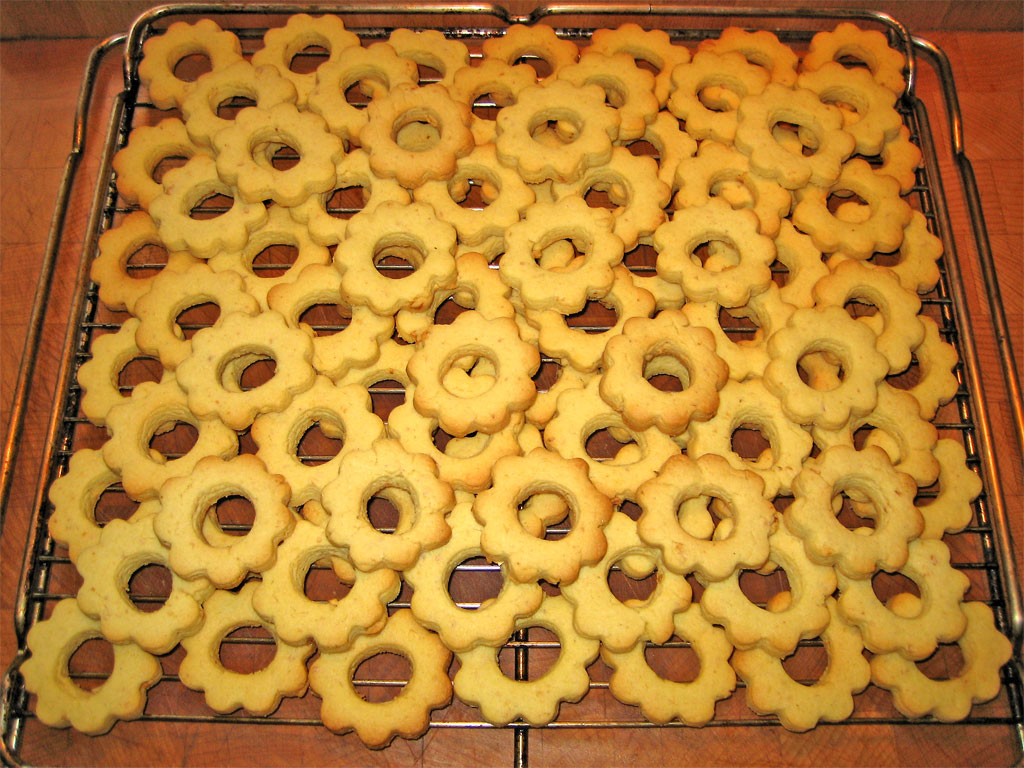
Canestrelli de avellana.

La etimología del nombre es incierta. Algunos lo derivan del término canestro, ‘canasta’, que es una cesta de mimbre o paja donde se ponen a enfriar tras cocinarlos y en la que se sirven. Otros creen que guarda relación con el diseño de parrilla en la que eran cocinados: en dialecto piamontés canesterlè significa ‘parrilla de cañas’.
Los canestrelli son dulces populares, de orígenes muy antiguos. En el Canavese y el Valle de Susa fueron preparados desde la Edad Media con el nombre de nebule, probablemente por los gremios de productores de obleas. Se ofrecían en bodas, bautizos, fiestas religiosas y carnaval.
Los canestrelli de masa quebrada, probablemente más recientes, se tomaban por Pascua.